# Kunshanstadion
Het Kunshanstadion (Chinees: 昆山 体育场) is een multifunctioneel stadion in Kunshan, een stad in China.
Het stadion wordt vooral gebruikt voor voetbalwedstrijden, de voetbalclub Kunshan F.C. maakt gebruik van dit stadion. Het werd ook gebruikt voor wedstrijden op het Aziatisch kampioenschap voetbal onder 23 van 2018. Er werden 6 groepswedstrijden, een kwartfinale, halve finale en troostfinale gespeeld.
In het stadion is plaats voor 30.000 toeschouwers. Het stadion werd gebouwd in 2005.